# Cattedrale di San Nicola (Murska Sobota)
La cattedrale di San Nicola (in sloveno Stolnica svetega Nikolaja) è l'unica cattedrale presente a Murska Sobota, in Slovenia.

## Storia
Sul sito dove sorge la chiesa c'era già un tempio romano. La prima chiesa in legno fu costruita a partire dal 1071, poco dopo che gli ungheresi si stabilirono nella regione.
La seconda chiesa medievale del 1350 è stata sostituita nel 1912 dall'attuale chiesa neo-romanica. Come decorazione architettonica, vi sono alcuni elementi di Art Nouveau. Come materiale da costruzione è stato utilizzato anche il cemento armato.
Le quattro campane della vecchia chiesa sono state inserite nella nuova torre ed un nuovo organo è stato installato nel 1992 nella chiesa, si tratta di uno dei più grandi organi del paese.